# 林宣武
林宣武，GBS，MBE ，JP，香港企業家、中共政治人物、美羅針織廠(國際)有限公司董事總經理。

## 商業職務
- 美羅實業有限公司董事總經理
- 黛麗斯國際有限公司獨立非執行董事
- 富東針織有限公司董事總經理
- 江西美豪織造實業有限公司董事
- 泰國Patak Corporation Ltd 董事

## 社會職務
- 香港出口信用保險局諮詢委員會主席
- 香港付貨人委員會主席
- 香港紡織業聯會會長
- 菲臘牙科醫院管理局主席
- 香港工業總會副主席
- 香港物流發展局成員
- 香港港口發展局成員
- 香港航空發展諮詢委員會委員
- 香港中文大學校董
- 香港中華出入口商會名譽參事
- 廣東省揭陽市政協第六届委員會委員
- 江西省吉安市政協委員會委員
- 斯洛伐克共和國駐香港名譽領事
- 港泰商會董事
- 泰國商務部香港名譽顧問
- 香港出口商會名譽會長
- 香港毛織出口廠商會名譽會長
- 香港付貨人委員會主席
- 香港九龍揭陽同鄉總會第十一屆副會長

## 家族
- 父為美羅針織創辦人林輝波是揭阳市荣誉市民、揭阳职业技术学院校董、太平绅士。[12][13]